# Xã Lone Pine, Quận Lincoln, Arkansas
Xã Lone Pine (tiếng Anh: Lone Pine Township) là một xã thuộc quận Lincoln, tiểu bang Arkansas, Hoa Kỳ. Năm 2010, dân số của xã này là 755 người.